# Annastraße 9 (Ichenhausen)

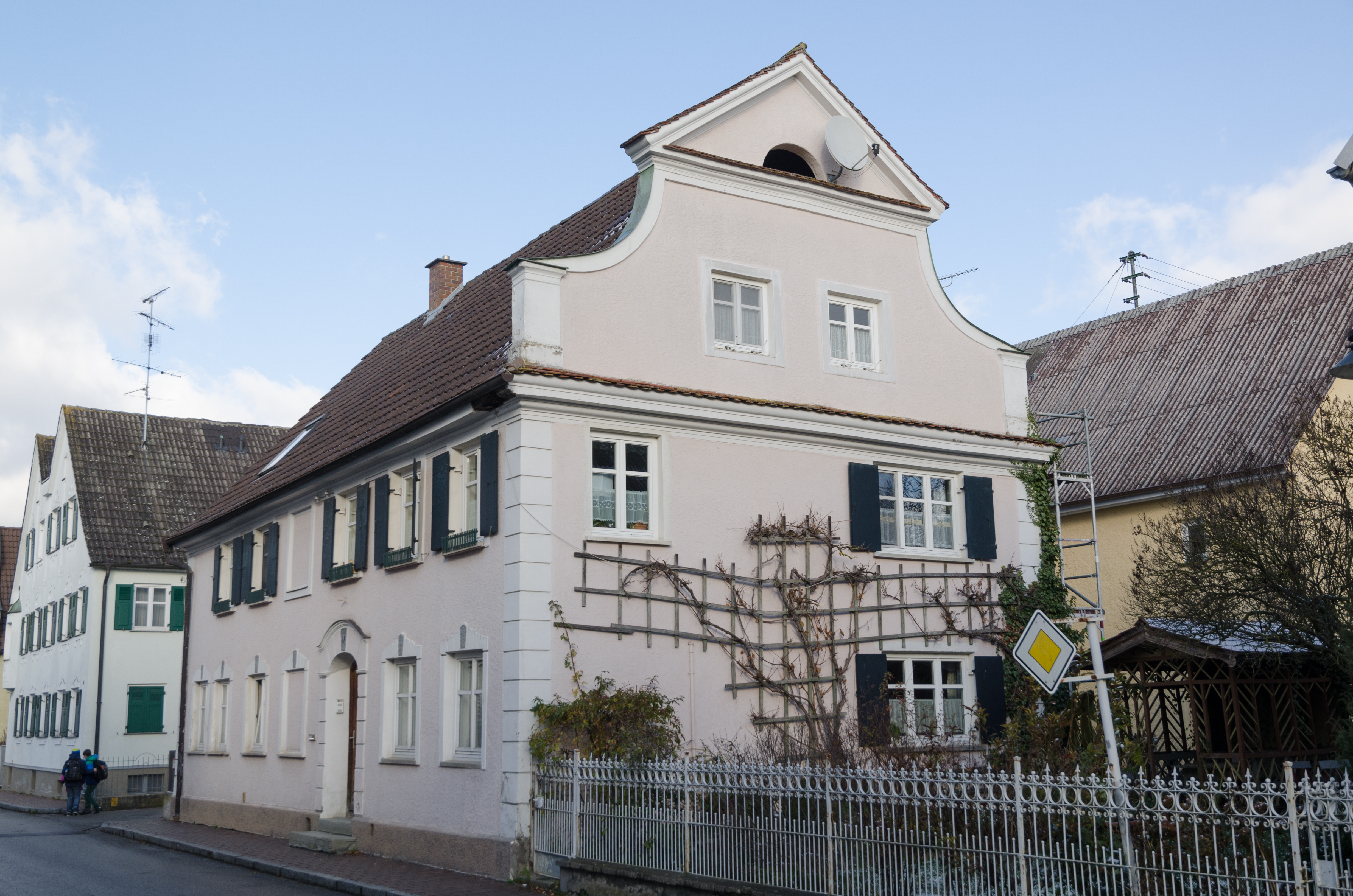
Haus Annastraße 9 in Ichenhausen

Das Gebäude Annastraße 9 Ichenhausen, einer Stadt im schwäbischen Landkreis Günzburg (Bayern), wurde 1829 errichtet. Das Wohnhaus ist ein geschütztes Baudenkmal.
Das Wohnhaus befand sich von 1890 bis 1938 im Besitz der jüdischen Familie Stern. Herr Stern war Pferdehändler.
Der traufständige Satteldachbau mit Schweifgiebel besitzt einen Eingang mit Putzquaderung. Im Hausgarten, der um 1900 angelegt wurde, wachsen alte Sorten von Sommerblumen.  